# 中国共産党浙江省委員会
中国共産党浙江省委員会（ちゅうごくきょうさんとうせっこうしょういいんかい）は中国共産党に所在する浙江省を運営する組織である。
中国共産党浙江省委員は中国共産党浙江省大会という選挙によって選出される。大会が開催されていない期間は、中国共産党中央委員会の指示を浙江省で実行し、浙江省の行動を指導し、中国共産党中央委員会に定期的に報告する。

## 沿革
中国共産党は武漢で第5回全国代表大会を開き、浙江省の趙済猛、王家謨らが出席した後、江蘇省、浙江省、湖北省などの省で省委員会を設立することを決定した。1927年5－6月、中国共産党浙江省委員会が正式に成立した。

## 職責
『中国共産党地方委員会工作条例』によると、中国共産党地方委員会は主に政治、思想と組織指導を実行し、以下の職能を担う：
1. 地域の主要な問題についての意思決定を行う。
2. 法的手続きを通じて、党組織の主張を地方の規制、地方政府の規則又はその他の政令にする。
3. 地域の思想文化宣伝工作に対する指導を強化し、イデオロギー工作の指導権、発言権をしっかりと掌握する。
4. 幹部管理権限に従い幹部を任免し、管理し、地方国家機関、政協組織、人民団体、国有企業事業単位等に重要幹部を推薦する。
5. 人民代表大会、政府、政治協商会議、裁判所、検察院、人民団体などが法により規約に基づき独立して責任を負い、協調一致して業務を展開することを支持・保証し、これらの組織における党グループの指導の核心的役割を発揮する。
6. 地域の群団活動と統一戦線活動に対する指導を強化する。
7. 所属する党組織と広範な党員を動員、組織し、大衆を団結させて党の目標任務を実現する。

## 構成機関
『浙江省機構改革方案』によると、中国共産党浙江省委員会には15の工作機関が設置され、工作機関が管理する機関（副庁級）が1つある。中国共産党浙江省委員会は以下の機構を設置している：
- 中国共産党浙江省委員会弁公庁

### スキル部門
- 中国共産党浙江省委員会組織部
- 中国共産党浙江省委員会宣伝部
- 中国共産党浙江省委員会統一戦線工作部
- 中国共産党浙江省委員会政法委員会

### 仕事部門
- 中国共産党浙江省委員会組織部政策研究室
- 中国共産党浙江省委員会組織部国家安全委員会弁公室
- 中国共産党浙江省委員会網絡安全・情報化委員会弁公室
- 中国共産党浙江省委員会財経委員会弁公室
- 中国共産党浙江省委員会機構編成委員会弁公室
- 中国共産党浙江省委員会軍民融合発展委員会弁公室
- 中国共産党浙江省委員会台港澳工作弁公室
- 中国共産党浙江省委員会巡回指導者小組弁公室
- 中国共産党浙江省委員会老幹部局

### 派遣機関
- 中国共産党浙江省委員会直属機関工作委員会

### 直属事業単位
- 中国共産党浙江省委員会党校
- 浙江社会主義学院
- 『浙江日報（中国語版）』社
- 中国共産党浙江省委員会党史研究院
- 浙江省公文書館

……

### 作業組織が管理する機関
- 中国共産党浙江省委員会機密局（省委員会弁公庁が管理する）

## 歴代の書記
| 肖像 | 氏名   | 就任           | 退任           | 注    |
| ---- | ------ | -------------- | -------------- | ----- |
|      | 譚振林 | 1949年5月6日   | 1952年9月      |       |
|      | 譚啓龍 | 1952年9月      | 1954年8月      |       |
|      | 江華   | 1954年8月      | 1967年1月      |       |
|      | 南萍   | 1968年3月      | 1973年5月      |       |
|      | 譚啓龍 | 1973年5月      | 1977年2月      |       |
|      | 鉄瑛   | 1977年2月      | 1983年3月      |       |
|      | 王芳   | 1983年3月      | 1987年3月      |       |
|      | 薛駒   | 1987年3月      | 1988年12月     |       |
|      | 李沢民 | 1988年12月     | 1998年9月      |       |
|      | 張徳江 | 1998年9月16日  | 2002年12月24日 |       |
|      | 習近平 | 2002年12月24日 | 2007年3月25日  |       |
|      | 趙洪祝 | 2007年3月25日  | 2012年11月18日 |       |
|      | 夏宝竜 | 2012年11月18日 | 2017年4月26日  | [ 1 ] |
|      | 車俊   | 2017年4月26日  | 2020年8月31日  | [ 2 ] |
|      | 袁家軍 | 2020年8月31日  | 2022年12月7日  | [ 3 ] |
|      | 易煉紅 | 2022年12月7日  | 2024年10月28日 |       |
|      | 王浩   | 2024年10月28日 | 現在           |       |

## 歴代の構成員
第十三期省委（2012年6月-2017年6月）
- 書記：趙洪祝（-2012年11月）、夏宝竜（2012年12月-2017年4月）、車俊（2017年4月-）
- 副書記：夏宝竜（-2012年12月）、李強（-2017年2月）、王輝忠（2013年4月-2016年10月）、袁家軍（2016年10月-）、車俊（2016年6月-2017年4月）、唐一軍（2017年4月-）
- 常務委員：趙洪祝（-2012年11月）、夏宝竜（-2017年4月）、李強（-2017年2月）、任沢民（-2017年4月）、王輝忠（-2016年10月）、黄坤明（-2013年10月）、葛慧君（女）、蔡奇（-2014年3月）、劉力偉（-2016年1月）、龔正（-2015年7月）、陳徳栄（-2014年8月）、王新海、趙一徳、劉奇（2013年4月-2016年2月）、胡和平（2013年11月-2015年4月）、袁家軍（2014年8月-）、陳一新（2014年12月-2015年11月）、廖国勛（2015年4月-2016年12月）、陳金彪（2016年1月-）、王永康（2016年1月-2016年12月）、車俊（2016年6月-）、唐一軍（2016年8月-）、徐加愛（2016年10月-）、任振鶴（土家族）（2017年2月-）、劉建超（2017年4月-）、馮飛（2017年4月-）

第十四期省委（2017年6月-2022年6月）
- 書記：車俊（-2020年8月）、袁家軍（2020年8月-）
- 副書記：袁家軍（-2020年8月）、唐一軍（-2017年10月）、鄭柵潔（2018年5月-2021年9月）、黄建発（2021年6月-）、王浩（2021年9月-）
- 常務委員：車俊（-2020年8月）、袁家軍、唐一軍（-2017年10月）、葛慧君（女）（-2018年5月）、趙一徳（-2018年3月）、劉建超（-2018年4月）、任振鶴（土家族）（-2019年7月）、陳金彪、徐加愛（-2017年9月）、馮飛（-2020年12月）、周江勇（-2021年8月）、馮志礼（-2017年7月）、熊建平（2017年11月-2021年6月）、王昌栄（2017年12月-）、鄭柵潔（2017年12月-2021年9月）、王新海（2018年2月-2018年5月）、黄建発（2018年7月-）、朱国賢（2018年10月-2021年11月）、馮文平（2019年1月-2021年6月）、陳偉俊（2019年7月-2021年6月）、許羅徳（2019年9月-）、彭佳学（2021年1月-）、陳奕君（2021年4月-）、修長智（2021年6月-）、劉小濤（2021年8月-）、王浩（2021年9月-）、劉捷（2021年12月-）、王成（2022年3月-）、王綱（2022年4月-）、邱啓文（2022年5月-）

第十五期省委（2022年6月至今）
- 書記：袁家軍（-2022年12月）、易煉紅（2022年12月-2024年10月）、王浩（2024年10月-）
- 副書記：王浩（-2024年10月）、黄建発（-2023年3月）、劉捷（2023年10月-）
- 常務委員：袁家軍（-2022年12月）、王浩、黄建発（-2023年3月）、劉捷、許羅徳（-2022年10月）、彭佳学、王成、陳奕君（女）（-2023年5月）、劉小濤（-2023年10月）、徐文光、邱啟文、王綱（-2023年4月）、傅明先（2022年10月-）、夏俊友（2022年10月-2024年1月）[4]、易煉紅（2022年12月-）、王成國（2023年4月-）、趙承（2023年6月-）、王文序（女）（2023年11月-）、孫文舉（2024年1月-）